# Day of Defeat: Source
Day of Defeat: Source — це командний багатокористувацький шутер від першої особи, дія якого розгортається на Західному фронті європейського театру Другої світової війни. Гра є ремейком оригінальної Day of Defeat, де основними змінами є перенесення на новий рушій Source, та перероблені ігрові моделі. Випущена 26 вересня 2005 року для Microsoft Windows, гра розповсюджувалася через Steam, а роздрібним розповсюдженням гри займалася Electronic Arts.
Гра була анонсована в лютому 2005 року. У процесі розробки Day of Defeat: Source пройшла шлях від порту Day of Defeat на новий рушій до зміни певних аспектів дизайну гри та додавання деяких особливостей. Крім того, ремейк було використано Valve для презентації нових можливостей рушія Source, таких як High Dynamic Range Rendering та кінематографічні ефекти. Сама гра розгортається навколо двох команд, Армії США та Вермахту, кожна з яких має доступ до шести класів гравців, що борються у різноманітних сценаріях, натхненних бойовими діями Другої світової війни на Європейському театрі 1944 року.
Після виходу гра отримала загалом схвальні оцінки за атмосферний і стратегічний ігровий процес, а також за графіку, звуковий супровід і загальну презентацію. Однак гру критикували за брак контенту на момент релізу, хоча наступні оновлення гри додали нові ігрові режими та рівні.

## Ігровий процес

Гравець оглядає пляж висадки в Анціо. Ця область діє як точка висадки для команди Союзників

Події Day of Defeat: Source розгортаються на Західному фронті європейського театру Другої світової війни у 1944 році. Гравці приєднуються до сил Армії США або Німецького Вермахту і змагаються один проти одного в різноманітних ігрових режимах. Гравці обирають один з шести класів для гри, кожен з яких має свою роль у команді. Гра містить реалістичну систему шкоди персонажів, що змушує гравців використовувати укриття для уникнення смерті. Коли персонаж гравця гине, починається короткий відлік часу для підкріплення. Коли таймер закінчується, всі гравці, вбиті за цей час, повертаються до гри як наступна хвиля військ. Уся зброя у грі має реалістичні обмеження на використання: кулемети повинні бути розгорнутий для ведення точного вогню або перезаряджатися, ракетна зброя повинна бути розміщена на плечі, щоб прицілитися і вистрілити, снайперська гвинтівка найбільш точна при використанні з оптичним прицілом, а ручна граната, може бути легко уникнута або навіть відкинута назад противником.
Спочатку гра була випущена з чотирма картами, хоча пізніші оновлення представили п'ять нових рівнів і вісім створених спільнотою карт, підтриманих Valve. Рівні гри засновані на реальних боях в кампаніях Союзників в Італії, Сицилії та Франції, таких як Фалезька операція або пляжна висадка Операція «Шінгл» в Анціо, а також вигаданих битв. Бойові дії можуть відбуватися в декількох середовищах, таких як міські вулиці, будівлі та каналізація. Кожна гра підтримує до 32 гравців.
Day of Defeat: Source, як і інші ігри Valve, відстежує детальну статистику для окремих гравців. Вона враховує час, проведений за кожний клас, точність і ефективність кожної зброї, захоплення прапорів та інші деталі. Day of Defeat: Source містить численні досягнення за виконання певних завдань, таких як певна кількість вбивств з певної зброї або проходження раунду за певний час. Багато з цих досягнень залежать від класу, що стимулює гравця рівномірно покращувати свої здібності з кожним класом. Розблоковані досягнення та статистика раніше зіграних ігор відображаються на сторінці профілю гравця в Steam.

### Ігрові режими
Існує два основних режими гри в Day of Defeat: Source: територіальний контроль і детонація. У картах територіального контролю гравці повинні боротися за контроль над усіма стратегічними точками на карті. Стратегічні точки мають різний вигляд, від знищеного танку на вулиці до площі чи будівлі, що позначаються прапором поруч, який відображає кольори армії команди, яка контролює точку. Точки захоплюються певною кількістю членів команди, які оточують точку, і може бути захоплена моментально за достатньої кількості гравців. Гравці ворожої команди можуть перервати захоплення, розмістившись в зоні захоплення під час процесу або вбиваючи гравців противника на точці. Сторона, яка захопить всі точки одночасно, перемагає в раунді.
Мета карт детонації полягає в тому, щоб встановити та підірвати вибухові пристрої на певній кількості позицій противника, які можуть складатися з Протиповітряної оборони, Танків та бронеавтомобілі. Для знищення деяких позицій потрібно двічі влучити в них. Гравці можуть захистити свої позиції, знешкодивши вибухівку до того, як вона здетонує. В одному з варіантів цього ігрового режиму одна сторона повинна захищати свої позиції протягом певного часу, при цьому знищення кожної одиниці техніки дає ворожій команді більше часу. Захисники перемагають, якщо вони можуть утримувати свої позиції протягом певного відрізку часу, тоді як нападники перемагають, коли всі цілі знищені. В альтернативній версії обидві команди повинні атакувати цілі іншої команди, одночасно захищаючи свої власні. Перемагає та команда, яка першою знищить всю техніку противника.

### Класи

Німецький стрілець цілиться. Зруйнована залізнична станція на задньому плані — одна зі стратегічних точок гри.

Обидві фракції в Day of Defeat: Source мають шість класів. Кожен клас розроблений з урахуванням конкретних бойових обставин, тому для досягнення успіху команди повинні використовувати командну роботу. Зброя та спорядження класів засновані на зброї, що використовувалася як армією США та Вермахтом під час Другої світової війни. Деякі класи озброєні пістолетами — американським M1911 або німецьким Walther P38 — тоді як інші оснащені траншейними ножами або шанцевими інструментами для ближнього бою. Гранати носять кілька класів, залежно від їхньої ролі в грі — стрільці оснащені гвинтівковими гранатами, штурмові класи озброєні однією осколковими гранатами і димовими гранатами для забезпечення маскування, тоді як класи підтримки мають доступ до двох стандартних осколкових гранат.

## Розробка

### Продакшн
Day of Defeat: Source була вперше анонсована для Microsoft Windows під час розробки Half-Life 2, основної гри рушія Source, як одна з кількох ігор Valve на GoldSrc, що мали бути перероблені на новому рушії. Після виходу Half-Life 2 та Counter-Strike: Source було оприлюднено дуже мало інформації про розробку Day of Defeat: Source до 2005 року. У лютому 2005 року Valve анонсувала гру, заявивши, що та наближається до бета-версії і буде доступна пізніше в першому кварталі року. Невдовзі після цього гру було відкрито для внутрішнього бета-тестування, до якого були запрошені деякі члени спільноти Day of Defeat. Бета-версія гри була показана як прямий порт останньої версії Day of Defeat, на той час навіть містила ті ж самі моделі гравців та зброї, що й у GoldSrc-версії гри. Завдяки реакції бета-тестерів в ігровий процес були внесені значні зміни, які віддалили його від прямої конвертації: поведінка зброї була змінена, а кілька класів з Day of Defeat були повністю вилучені. Пізніші прес-релізи показали оновлену версію гри, включаючи нові моделі гравця та зброї, а також нові доповнення до гри, такі як гранати для гвинтівок та димові гранати. 2 вересня 2005 року Valve оголосила, що вони «впевнені», що гра вийде того ж місяця. А сім дів потому була анонсована офіційна дата виходу гри — 26 вересня 2005. Гра була доступна для попереднього завантаження через Steam 14 вересня 2005 року і була офіційно випущена вчасно 26 вересня.
Day of Defeat: Source зазнала кількох оновлень. Ці оновлення стосувалися змін в ігровому процесі, мапах та графічних ефектах. Перший новий рівень було випущено 30 листопада 2005 року, а 25 січня 2006 року з'явилася ще одна мапа, яку було використано для демонстрації можливостей рушія Source у рендерингу снігу та льоду. Велике оновлення було оголошено 22 червня 2006 року, в ньому було додано режим гри детонації, різні зміни в геймплеї та дві нові мапи, для нового режиму гри. Оновлення було випущено 28 червня 2006 року. 26 квітня 2007 року вийшла група мап, створених спільнотою гри, під назвою Community Assembled Map Pack (CAMP1). Набір, що складався з трьох мап, був створений за сприяння та підтримки Valve. Після цього 26 липня 2007 року вийшов CAMP2, який складався з п'яти мап. 23 травня 2008 року Valve оголосила про чергове велике оновлення для Day of Defeat: Source, яке цього разу забезпечило гру підтримкою нового програматора компанії Steamworks. Оновлення відкрите для всіх власників Day of Defeat: Source, Поряд з різноманітними покращеннями ігрового процесу, оновлення переводить гру на версію рушія Source, що використовується у The Orange Box, дозволяючи грі використовувати ефекти частинок, а також додає мапу, засновану на давній користувацькій мапі для Day of Defeat, та 54 досягнення за виконання певних завдань для гравців.

### Технології

Ефекти глибини різкості, кольорокорекції та зернистості, використані у трейлері

Day of Defeat: Source була використана Valve для демонстрації декількох технологій рушія Source. Гра представила аудіосистему з High Dynamic Range, яка раніше була обмежена лише неігровими персонажами у Half-Life 2. Звук кожної зброї, що стріляє у грі, пов'язаний зі змінними відстані та оклюзії, які обробляються, а потім повертаються назад до гравця. Звуки далеко від гравця позбавлені вищих частот і, таким чином, звучать більш природно, що дозволяє врахувати дії інших гравців на мапі для створення звуків оточення у грі. Гра була першою, в якій було використано HDR від Valve, що передувало офіційній демонстрації Half-Life 2: Lost Coast.  Інші ефекти були додані після релізу, щоб гра виглядала як фільм часів Другої світової війни. Ефекти включають Motion blur, Глибину різкості, зернистість зображення та кольрокорекція. Затемнення за Фонгом на рушії Source було додано до Day of Defeat: Source з основним оновленням у другому кварталі 2006 року.

### Маркетинг
Задля просування гри Valve випустила три машиніми-трейлери, які показують гру. Темою трейлерів є пропагандистські новини воєнного часу як для Німеччини, так і для Сполучених Штатів. Щоб передати цей ефект, у трейлерах широко використовуються можливості рушія Source для зернистості, кольорокорекції, розмиття руху і глибини різкості, а також тонування сепією. Перший трейлер був випущений в рамках після релізного маркетингу гри 20 грудня 2005 року. Під назвою Прелюдія до перемоги трейлер зображував велику перестрілку в грі як репортаж з німецької перспективи, доповнений коментатором, що розмовляв німецькою мовою. Ще два трейлери були випущені для просування великого оновлення до Day of Defeat: Source у другому кварталі 2006 року. Обидва трейлери, показані з американської точки зору, зображували як працює новий ігровий режим детонації, підкреслюючи командну роботу як ключ до успіху, а також знайомили глядача з двома новими картами, доданими оновленням. Для подальшого створення інтересу до гри Valve відкрила безкоштовний доступ до Day of Defeat: Source на три вихідні, перший з яких відбувся 10 лютого 2006 року, другий 8 липня 2006 року і третій 4 липня 2008 року, де кожен, хто мав обліковий запис Steam, міг безкоштовно завантажити і грати впродовж 48 годин.

## Сприйняття
| Агрегатор    | Оцінка |
| ------------ | ------ |
| GameRankings | 81%    |
| Metacritic   | 80/100 |

| Видання                    | Оцінка |
| -------------------------- | ------ |
| 1Up.com                    | B−     |
| GameSpot                   | 8.1/10 |
| GameSpy                    | [ 5 ]  |
| IGN                        | 8.4/10 |
| PC Gamer (Велика Британія) | 86 %   |
| PC Zone                    | 7.9/10 |

Day of Defeat: Source отримала позитивне сприйняття, отримавши оцінки 80/100 і 81 % від сайтів-агрегаторів рецензій Metacritic і GameRankings. Графіка гри також була схвалена, зокрема GameSpot заявили, що "подача — найсильніша сторона Day of Defeat: Source, а PC Zone посилаючись на створення грою «напруженості та атмосферності». Ragdoll-фізика у грі відзначена рецензентами як «кумедна», також було високо оцінено звукове оформлення гри. Основний ігровий процес, описаний 1UP.com як «блискавична війна з захопленням прапора», був однаково високо оцінений рецензентами, багато хто оцінив взаємозалежність класів і стратегічний ігровий процес.Декілька оглядів завершилися зауваженням, що вміст гри був дуже високої якості.
Критика гри в основному оберталася навколо браку контенту. Хоча якість вже наявного контенту була високо оцінена, деякі рецензенти були стурбовані малою кількістю мап, включених у початковий реліз, навіть незважаючи на те, що Valve пообіцяла новий контент пізніше. IGN прокоментували, що наявний контент має всі шанси «залежатися», тоді як GameSpy заявив, що «брак широти» гри є «серйозним недоліком». Крім того, PC Zone прокоментував, що "все ще чіпляючись за атмосферу дрібномасштабних сутичок оригіналу, Day of Defeat: Source не надто відрізняється від Counter-Strike, заявивши, що це робить гру схожою на «підтяжку обличчя» для «улюбленого мода […] перед тим, як змусити нас заплатити за нього знову». PC Zone підсумувала свій огляд, прокоментувавши, що «це стара гра — чудова стара гра і прекрасна стара гра, але все ж таки стара гра».